# Wilcze (Porąbka)
Wilcze – przysiółek wsi Porąbka w Polsce, położony w województwie śląskim, w powiecie bielskim, w gminie Porąbka.
W latach 1975–1998 przysiółek położony był w województwie bielskim.